# Namika Lahti
El Namika Lahti es un equipo de baloncesto finlandés con sede en la ciudad de Lahti, que compite en la Korisliiga. Disputa sus partidos en el Lahden urheilutalo,con capacidad para 1.550 espectadores.

## Palmarés
- Campeonato de Finlandia: 2000, 2009

Subcampeón 1996, 2002, 2004, 2007
Campeón Liga Regular 2004, 2005
Semifinales 2006
- Copa de Finlandia/Copa de Liga de Finlandia: 1989,1994,2000

Subcampeón 2004